# Mayo-Banyo
Mayo-Banyo is een departement in Kameroen, gelegen in de regio Adamaoua. De hoofdstad van het departement heet Banyo. De totale oppervlakte bedraagt 8 520 km². In 2001 woonden naar schatting 134902 mensen in Mayo-Banyo.

## Arrondissementen
Mayo-Banyo is onderverdeeld in drie arrondissementen:
- Banyo
- Bankim
- Mayo-Darlé